# Russula grata
Russula grata Britzelm., Mém. Soc. Linn. Normandie 9: 239 (1898).

## Descrizione della specie
Cappello
5-10 cm di diametro, prima convesso, poi piano.
marginestriato.
cuticolaseparabile per un terzo,  viscosa, di colore giallo-ocra, bruno-ocra.
Lamelle
Fitte, sottili, bianche, con tendenza ad ingiallire in vecchiaia.
Gambo
5-8 x 1,5-3,5 cm, bianco, macchiato di bruno a partire dalla base.
Carne
Bianca, immutabile.
- Odore: caratteristico di mandorle amare.
- Sapore: acre.

Spore
9-10 x 9 µm, bianche in massa.

## Habitat
Fruttifica sotto latifoglie, in estate-autunno.

## Commestibilità
Non commestibile, sospetto.

## Specie simili
- Russula foetens

## Sinonimi e binomi obsoleti
- Russula laurocerasi Melzer, (1920)
- Russula subfoetens var. grata (Britzelm.) Romagn., Les Russules d'Europe et d'Afrique du Nord, Réimpression supplémentée. With an English translation of the keys by R.W.G. Dennis (Vaduz): 340 (1967)